# Herman te Riele
   Ceci est un nom germanique ; le nom de famille est « te Riele », pas « Riele ».
Hermanus Johannes Joseph te Riele (habituellement connu sous les noms de « Herman te Riele » ou « Herman J.J. te Riele »), né le 5 janvier 1947  à La Haye, est un mathématicien néerlandais.

## Formation
En 1970, Herman te Riele obtient un diplôme d'ingénieur en mathématiques de l'université de technologie de Delft et, en 1976, un Ph. D. en mathématiques et physique de l'université d'Amsterdam, sous la direction d'Adriaan van Wijngaarden. Son nombre d'Erdős est 2.

## Travaux
Herman te Riele travaille en théorie algorithmique des nombres au Centrum voor Wiskunde en Informatica (CWI) à Amsterdam. Il est connu entre autres pour ses participations à :
- la vérification de l'hypothèse de Riemann pour le 1,5 premier milliard de zéros non triviaux de la fonction zêta de Riemann[2];
- la réfutation de la conjecture de Mertens[3] ;
- la factorisation de nombres de taille record[4] ;
- la preuve de la conjecture faible de Goldbach sous l'hypothèse de Riemann généralisée.

En 1987, il a trouvé un nouveau majorant de π(x) – li(x).